# Düwag L
Düwag L je typ tramvaje vyrobené v letech 1955–1957 v západoněmeckém závodu Duewag v Düsseldorfu. Celkem bylo vyrobeno 84 vozů (42 motorové a 42 vlečné). Tento typ byl dodán výhradně provozovateli tramvajové sítě ve Frankfurtu nad Mohanem. Ve výrobě byl typ L nahrazen modernějším typem Düwag M, v pravidelném provozu byl do roku 2012.

## Konstrukce
L je jednosměrný jednočlánkový čtyřnápravový motorový tramvajový vůz se dvěma dvounápravovými podvozky a podlahou v jedné úrovni, určený pro provoz sólo nebo v soupravě s vlečným vozem l. Všechna dvojkolí jsou poháněna stejnosměrnými elektromotory. Na pravé straně vozové skříně má typ L troje skládací elektricky poháněné dveře. Místa k sezení tvořily polstrované koženkové sedačky v příčném uspořádání 1+2. Napájecí napětí činilo pro výzbroj 600 V stejnosměrného proudu. Vozy L byly standardně dodávány s pantografem. Vozy byly vybaveny jedním předním reflektorem. Vlečný vůz l konstrukčně vychází z tramvaje L. Je možné ho spřahovat s vozy L do tzv. malých vlaků (MV+VV).

## Dodávky tramvají
| Současný stát | Město                 | Článek | Typ | Roky dodávek | Počet vozů | Evidenční čísla | Zdroj |
| ------------- | --------------------- | ------ | --- | ------------ | ---------- | --------------- | ----- |
| Německo       | Frankfurt nad Mohanem | článek | L   | 1955–1957    | 42         | 201–242         | [ 2 ] |
| Německo       | Frankfurt nad Mohanem | článek | l   | 1955–1957    | 42         | 1201–1242       | [ 2 ] |

## Provoz tramvají
Do Frankfurtu nad Mohanem byly v letech 1955–1957 dodány 42 soupravy vozů L+l. Prototypy tramvaje L a l byly dokončeny roku 1955. Označeny byly evidenčními čísly 201 a 202. Poslední tramvaje L a l jezdily v pravidelném provozu do roku 1996. Již v roce 1994 bylo bezplatně předáno osm motorových vozů a deset vlečných do Bukurešti a v roce 1997 pět motorových a čtyři vlečných do Galați v Rumunsku. V roce 1997 zakoupil dopravní podnik MZK Szczecin ze Štětína 3 vyřazované vlečné vozy l a sloučil je do souprav s motorovými kloubovými vozy GT6 původem z Düsseldorfu. V roce 2002 byl ukončen provoz těchto tramvají ve Štětíně. Jeden vůz l je zachován jako historický (ev. č. 551).

## Historické vozy
| Původní provoz        | Evidenční číslo | Současný majitel                                  | Rok výroby | Historický od roku | Zdroj |
| --------------------- | --------------- | ------------------------------------------------- | ---------- | ------------------ | ----- |
| Frankfurt nad Mohanem | 551 (vlečný)    | Muzeum technologie a dopravy ve Štětíně           | 1957       | 2002               | [ 5 ] |
| Frankfurt nad Mohanem | 236 (motorový)  | Frankfurtské muzeum dopravy                       | 1956       |                    |       |
| Frankfurt nad Mohanem | 1219 (vlečný)   | Frankfurtské muzeum dopravy                       |            |                    |       |
| Frankfurt nad Mohanem | 124 (motorový)  | Stadtwerke Verkehrsgesellschaft Frankfurt am Main | 1957       |                    | [ 3 ] |
| Frankfurt nad Mohanem | 1242 (vlečný)   | Stadtwerke Verkehrsgesellschaft Frankfurt am Main |            |                    |       |
| Frankfurt nad Mohanem | 1266 (motorový) | Transurb Galați                                   | 1957       | 2009               | [ 4 ] |